# Francesco Pisante
Francesco Pisante, né en 1804 à Naples et mort le 18 juin 1889 dans la même ville, est un peintre, dessinateur et graveur romantique et réaliste italien du XIXe siècle.

## Biographie
Né en 1804, Pisante a commencé ses études à l'Accademia di belle arti di Napoli sous Antonio Ricciani. Il y est vite devenu un buriniste et dessinateur talentueux et il a donc continué à fréquenter l'Académie de gravure de sa ville jusqu'à la fin du XIXe siècle. Il devient enseignant de gravure à l'Académie des Beaux-Arts de sa ville de 1849 jusqu'à sa mort. L'ne de ses œuvres notables est sa contribution avec 70 autres graveurs à la création de l'Usi e costumi di Napoli, un ouvrage consacré aux coutumes et traditions des napolitains écrit par Francesco de Bourcard. Il a aussi gravé des portraits et des planches pour l'illustration de livres. Il meurt en 1889 dans sa ville natale.

## Œuvres
Liste non-exhaustive de ses œuvres : 
- Ritratto di Niccolò Antonio Zingarelli, eau-forte d'après une huile sur toile de Costanzo Angelini, 207 × 190 mm, vers 1825, Musée San Martino ;

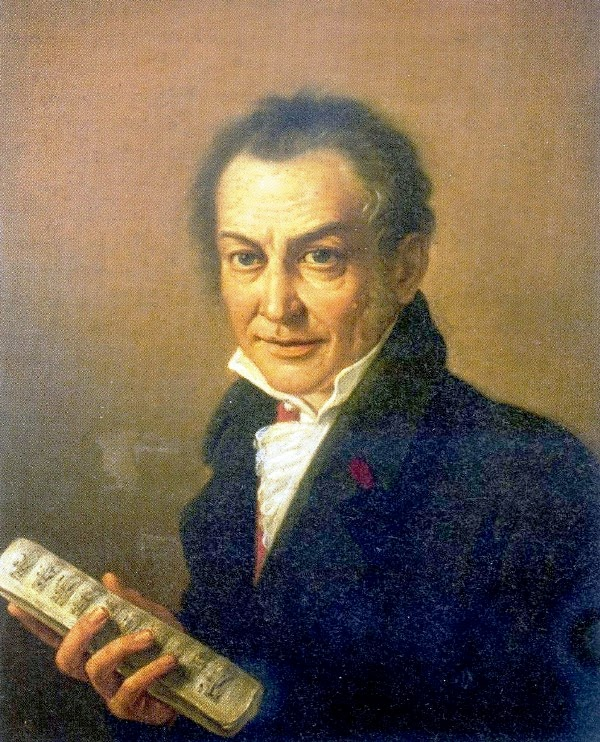
Dessin original de Costanzo Angelini vers 1825
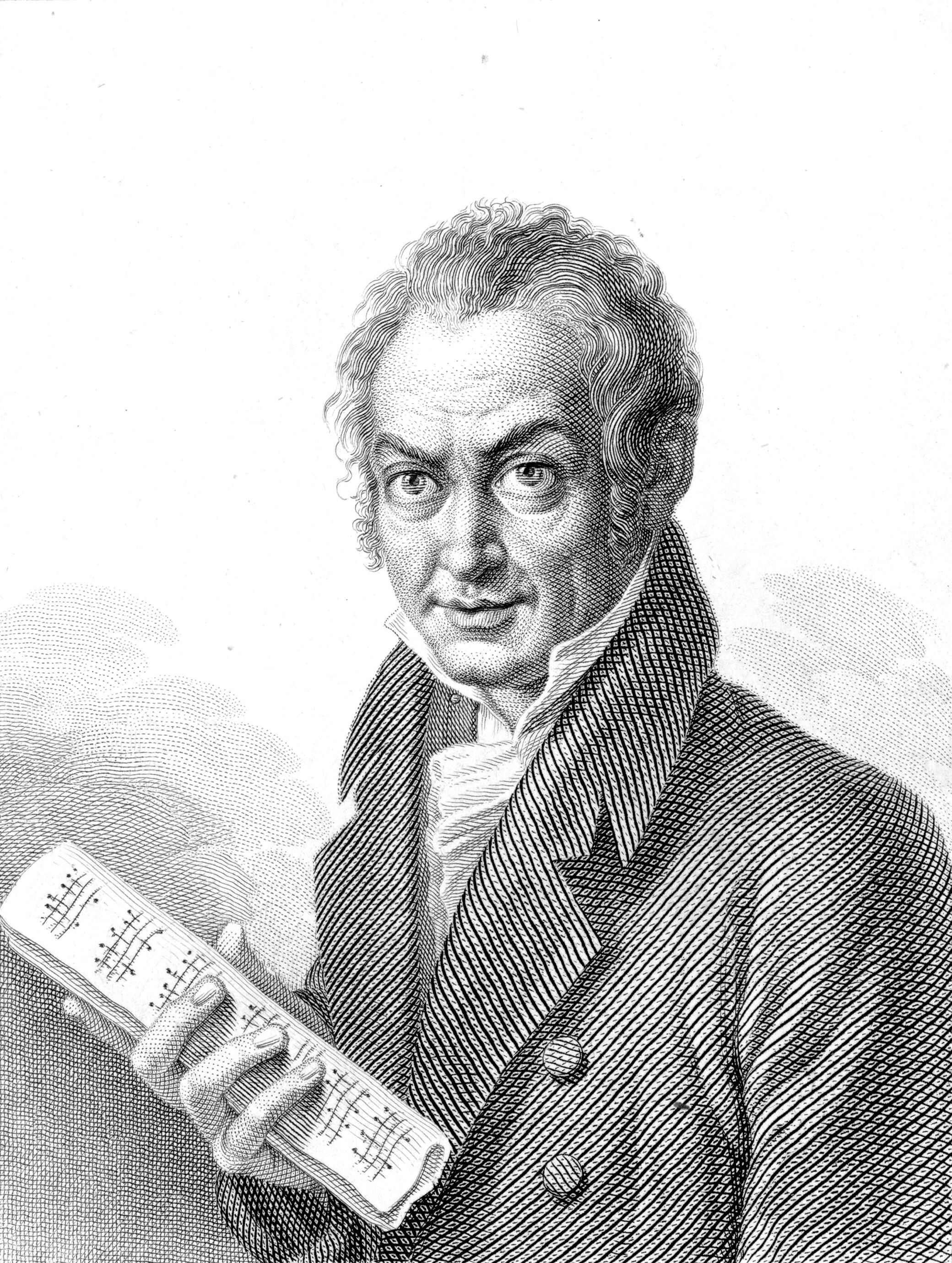
Gravure de Francesco Pisante vers 1825

- Ritratto di Giuseppe Cammarano, dessin et gravure, 270 × 182 mm, XIXe siècle, Biblioteca nazionale Vittorio Emanuele III ;
- Ritratto di Bertel Thorvaldsen, eau-forte d'après une huile sur toile de Johannes Riepenhausen, 287 × 220 mm, XIXe siècle, Biblioteca nazionale Vittorio Emanuele III ;
- Busto di pontefice Pio IX, dessin et gravure, 135 × 100 mm, 1883, Biblioteca nazionale Vittorio Emanuele III ;
- Monsignore Angelo Antonio Scotti (it), gravure, 275 × 180 mm, 1845, Biblioteca nazionale Vittorio Emanuele III ;
- Donizetti / Stabile dis., eau-forte et burin, 135 × 113 mm, XIXe siècle, Biblioteca nazionale Vittorio Emanuele III ;
- divers dessins et gravures de Pisante figurant dans l'Usi e costumi di Napoli e contorni descritti e dipinti de Francesco de Bourcard ;

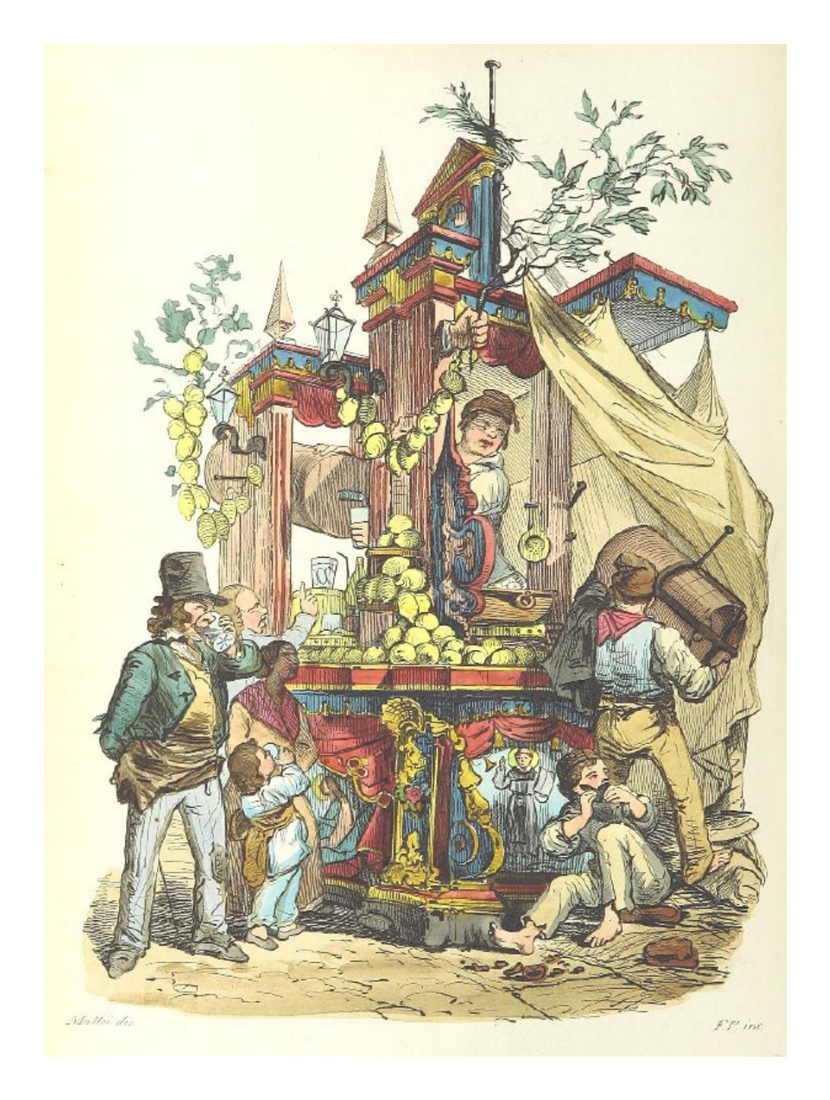
La panca dell'acquaiolo 1853
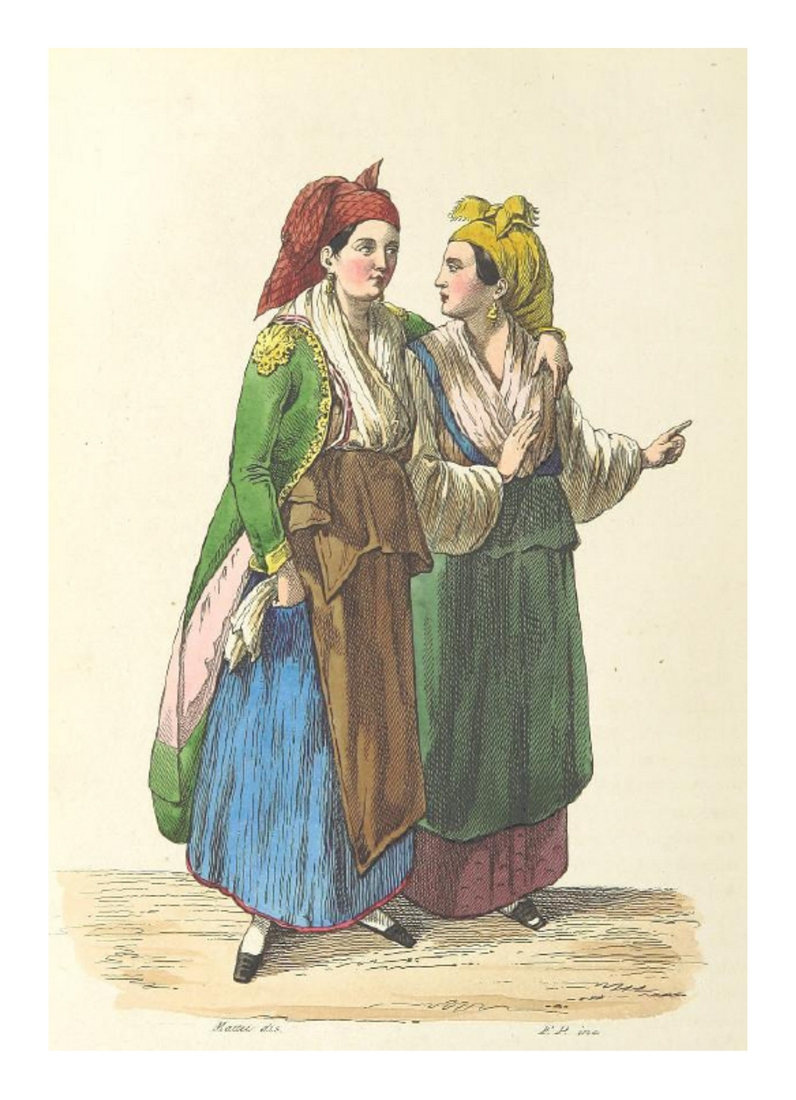
Le donne di Procida  1853
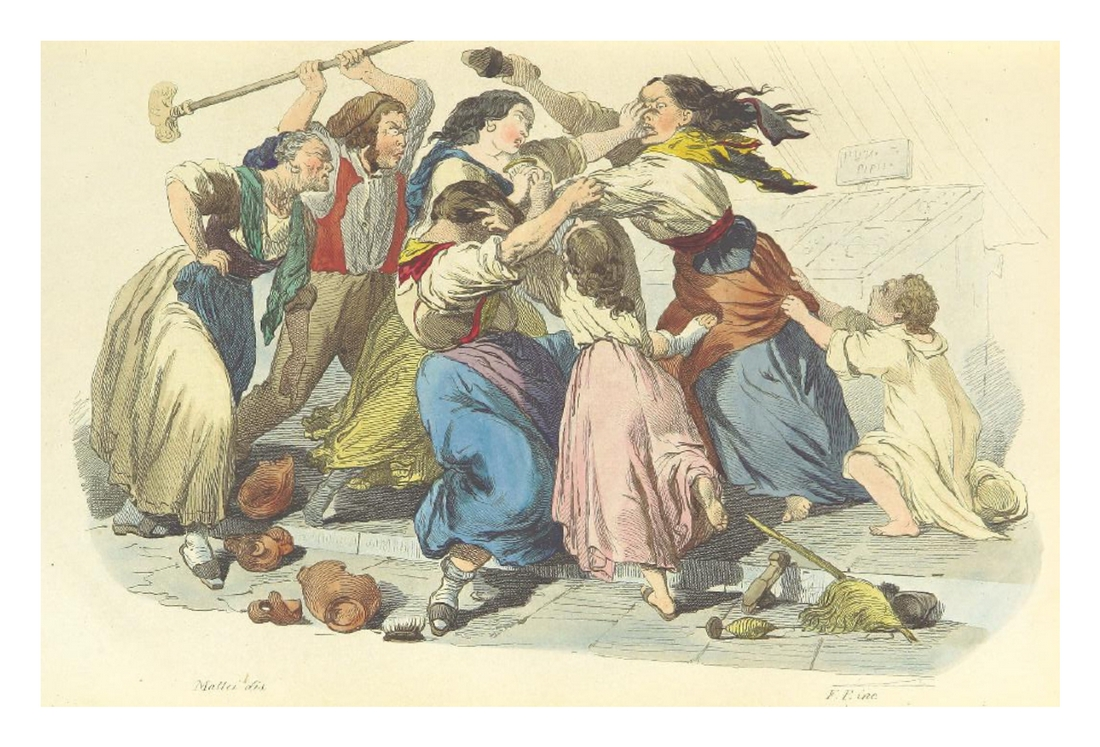
Rissa di donne 1858

- d'autres dessins et gravures provenant de l'Usi e costumi di Napoli e contorni descritti e dipinti de Bourcard, réalisés par Pisante mais gravés par son élève Carlo Martorana.